# Volcán Bárcena
El volcán Bárcena, es un volcán del estado de Colima, México situado en el archipiélago de Revillagigedo, a 350 km al sur de la punta de Baja California Sur y a 720 km de  Manzanillo. Se formó durante las erupciones de 1952-53 por lo que es considerado el volcán más joven del mundo, y actualmente es la característica más destacada de la isla San Benedicto.

## Características
La isla San Benedicto, contiene una serie de domos de lava del pleistoceno rocoso en el extremo norte. El extremo sur de los 4.5 km de la isla, está formado por Bárcena y Montículo Cinerítico, un cono más pequeño de tefra que fue precedido y superado en gran medida por Bárcena. Montículo Cinerítico también se han construido durante los últimos cientos de años y formó el punto más alto de la isla antes de la formación de Bárcena. El crecimiento de los 300 m del cono de tefra de Bárcena inició en agosto de 1952 y fue acompañado de fuertes erupciones explosivas y flujos piroclásticos. La erupción llegó a la conclusión del año siguiente con la colocación de dos pequeños domos de lava en el cráter y la extrusión de una delta de lava prominente en la base de la costa sureste del cono.
El volcán está formado por un cono de ceniza con un diámetro de la base de 700 m.
La playa Volteadura (591 m de largo) se encuentra entre Delta Lavico y un pequeño flujo de lava de Montículo Cineritico. La playa está compuesta principalmente de arena gruesa de piedra y ceniza de tamaño lapilli. La playa Banda (832 m de largo) se encuentra entre la Delta y el cráter Lavico Herrera.

## Erupción de 1952
La erupción de 1952 fue la primera erupción histórica registrada en el océano Pacífico oriental. El nacimiento del Bárcena fue presenciado por la tripulación del velero M/V Challenger. La erupción comenzó a las 7:45 de la mañana del 1 de agosto de 1952, con la emisión repentina de una fumarola blanca. Unos minutos más tarde, un color gris oscuro-negro de la columna de ceniza fue expulsado. El volcán entró en erupción violentamente y bombas volcánicas fueron expulsadas en el suroeste del mar de Montículo Cineritico. La fumarola de erupción alcanzó más de 3000 metros de altura. Un cono de tefra fue construido por la erupción, que se extiende desde la costa de la isla San Benedicto, 274 m hacia el mar, entre agosto 1-11 de 1952.
La característica más llamativa del nacimiento del volcán Bárcena fue el aumento de la base. La difusión horizontal de la columna de la erupción aumentó más rápidamente que el aumento vertical. Esto parecía el aumento de la base de una explosión atómica.
En septiembre de 1952 se formó un domo en el cráter. El 15 de noviembre, la lava se había llenado hasta la mitad, a los 1200 metros de ancho y 213 metros de profundidad del cráter.
El 8 de diciembre, la lava atravesó la base del cono y desembocó en el mar, formando la Delta Lavico. La erupción terminó en marzo de 1953.